# JALスカイエアポート沖縄
JALスカイエアポート沖縄株式会社は、JAL・JTAグループの空港運営会社である。沖縄県内の各空港においてJALグループ各航空会社並びに日本航空が受託している外航会社の旅客サービス、運航支援業務、グランドハンドリング業務などを請け負っている。

## 沿革
- 1965年10月 - 南西航空（現・日本トランスオーシャン航空）の関連会社として「沖縄エアポートサービス株式会社」を設立。資本金2万ドル。
- 2016年7月1日 - 沖縄エアポートサービスを存続会社として、JALスカイ那覇・JTAサザンスカイサービス及び那覇空港旅客サービスを吸収合併[1][2] し、JALスカイエアポート沖縄株式会社に商号変更。

## 事業所
- 那覇空港
- 石垣空港
- 宮古空港
- 久米島空港
- 与那国空港
- 南大東空港

## 業務内容

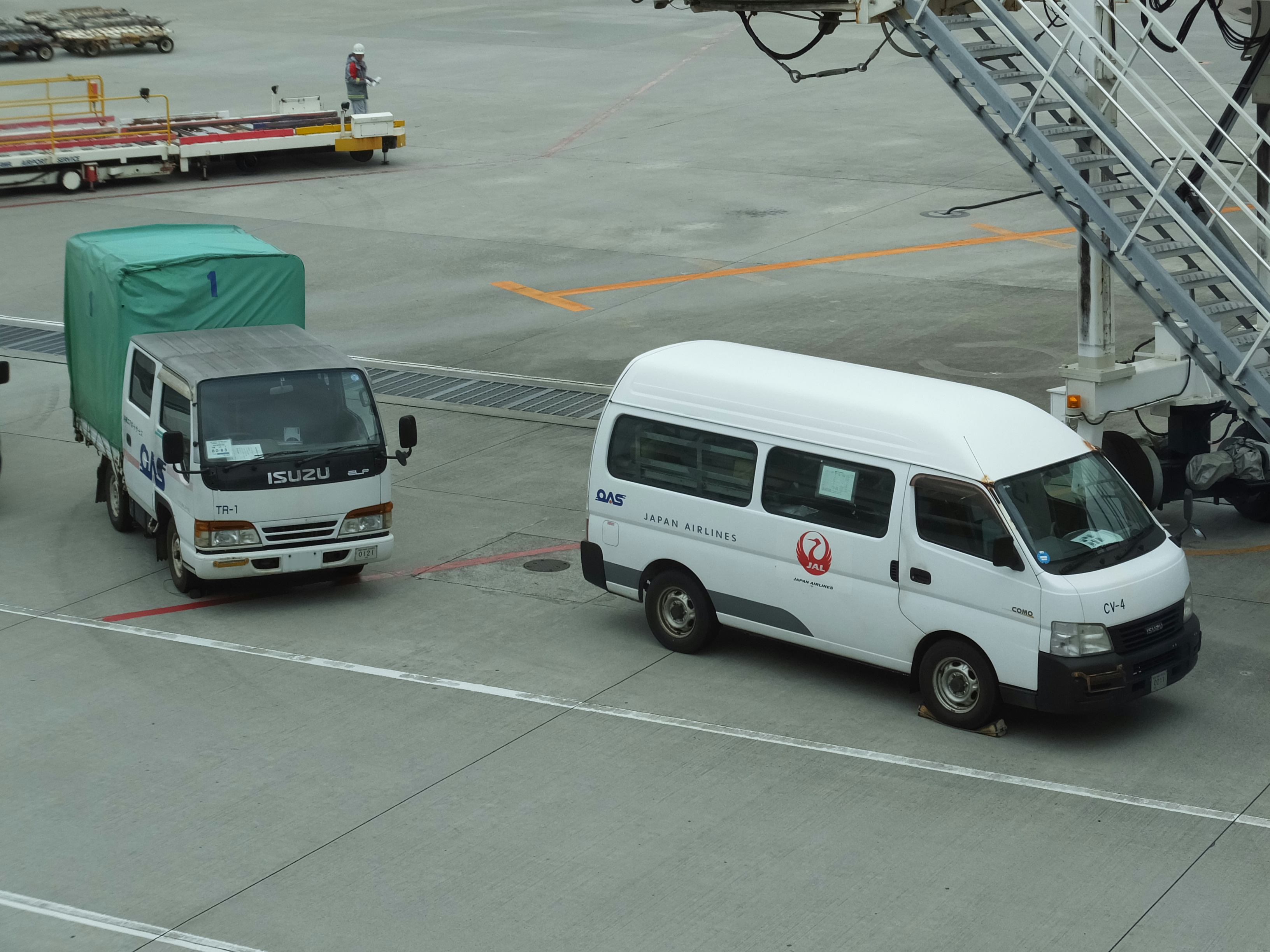
沖縄エアポートサービスの空港地上支援業務車

- 旅客サービス
- 運航支援
- 客室清掃
- 搭載
- 誘導
- 手荷物
- 貨物郵便
- 機材整備
- 燃料給油
- 手荷物受託

## 表彰
2014年3月2日　羽田空港にて、全国9空港（千歳・成田・羽田・中部・伊丹・関西・福岡・鹿児島・那覇）の代表が集まり、第1回グランドハンドリングコンテストが開催。搬送・搭降載両部門において沖縄エアポートサービスが総合優勝を果たした。